# Nyatura
Die Nyatura (aus dem Kinyarwanda stammend, die Bedeutung wird als „harter Druck“ oder „Zerquetschen und entwurzeln wir die sogenannten Einheimischen“ beschrieben), auch Maï-Maï Nyatura, sind eine 2010 gegründete bewaffnete Gruppierung, die im Osten der Demokratischen Republik Kongo operiert, ursprünglich vor allem im Territorium Kalehe der Provinz Süd-Kivu, seit 2011 insbesondere im Territorium Masisi, Provinz Nord-Kivu, wo sie im September 2012 konzentriert waren. Sie bestehen vorwiegend aus Hutu und werden für einige Menschenrechtsverletzungen verantwortlich gemacht. Kooperationen sind unter anderem mit der FDLR, einer ebenfalls maßgeblich aus Hutu bestehenden Gruppierung, die teilweise am Völkermord in Ruanda beteiligt waren, und der kongolesischen Regierungsarmee FARDC bekannt. Im Herbst 2012 wurden einige Kräfte der Nyatura in die FARDC integriert, es kam jedoch weiterhin zu Berichten von nicht mit der Regierungsarmee in Verbindung gebrachten Gewaltakten durch die Nyatura.

## Von der Gründung bis zur Ausbreitung in Masisi
Die Nyatura wurden Ende 2010 infolge von Konflikten um Land zwischen Hutu und Tutsi durch kongolesische Hutu in Lumbishi, einem Ort im Territorium Kalehe in Süd-Kivu, unter „Colonel“ Karume (oder Kalume) gegründet. Ein großer Teil der Mitglieder stammt aus der durch das Abkommen vom 23. März 2009 in die Regierungsarmee FARDC integrierte Maï-Maï-Gruppe Patriotes résistants congolais (PARECO) – es handelt sich um Deserteure aus der Regierungsarmee oder bei der Integration Übriggebliebene. In einer Pressekonferenz der MONUSCO, der UN-Mission im Kongo, wurden auch desertierte Polizisten als Angehörige der Nyatura genannt.
Vom 24. bis zum 26. Juli 2011 fanden Operationen der Regierungsarmee FARDC gegen die Nyatura in Numbi und Ziralo (beide Kalehe, Süd-Kivu) statt. Am 17. September wurde Gründer Karume in einer Operation der FARDC in Lumbishi festgenommen. Drei Tage später folgten Durchkämmungen Shanjes und Lumbishis nach weiteren Mitgliedern. Schon in den Wochen zuvor berichtete die MONUSCO von Aktivitäten der Nyatura in Kalehe, am 2. September hatte bereits eine Operation der FARDC gegen die Nyatura bei Lumbishi und Numbi begonnen.
In einer Pressekonferenz teilte am 2. November 2011 die MONUSCO mit, dass sich laut einem Geheimdienstbericht die Nyatura aufgeteilt hätten: Unter demselben Namen sollten sie in Süd-Kivu operieren und unter dem Namen Balinda Amani (übersetzt Hüter des Friedens) in Nord-Kivu. Ein Offizier der FDLR habe diesem zufolge Kräfte der Nyatura trainiert. Seit spätestens 2012 jedenfalls kam es zu Aktivitäten der Nyatura in Masisi, Nord-Kivu. Die International Crisis Group sieht dies als Reaktion auf die Bildung der Front de défense du Congo (FDC), einer hauptsächlich aus Mitgliedern der Volksgruppen Hunde und Nyanga zusammengesetzten, von einem ehemaligen Offizier des Nationalkongresses zur Verteidigung des Volkes (CNDP) geführten Gruppe, Ende 2011.

## Steuern
Die Nyatura treiben – ebenso wie andere bewaffnete Gruppen im Osten Kongos – in Masisis Zivilbevölkerung Steuern ein. Oxfam gab in einer Veröffentlichung vom November 2012 Berichte aus Masisi wieder, denen zufolge die Nyatura dort jeder Person für das Betreten ihrer Felder 1000 kongolesische Franc (etwa 1 US-Dollar) abverlangten.

## Tätigkeiten bis September 2012 und Zusammenarbeit mit der FDLR
Im Februar 2012 vermeldete die MONUSCO weitere Tätigkeiten der Nyatura in Kalehe. In dieser Zeit gab es neben Kämpfen mit der FARDC auch Angriffe auf Zivilisten mit mehreren Toten, teilweise in Zusammenarbeit mit der FDLR.
In der Nähe von Remeka im Süden von Masisi töteten die Nyatura zusammen mit der FDLR in der Nacht vom 7. auf den 8. Juni 2012 laut MONUSCO sechs Personen. Es fanden in Masisi in diesem Juni auch Zusammenstöße mit der FARDC statt.
In Süd-Kivu gingen die Nyatura im Juni 2012 zusammen mit der FDLR gegen die Raïa Mutomboki, einer vergleichsweise großen weiteren sich als Selbstverteidigungsgruppe beschreibenden bewaffneten Organisation, und die mit diesen verbündeten FDC vor. Am 15. Juni starben bei solchen Kämpfen mehrere Personen. Das Auftreten der Raïa Mutomboki in der Gegend von Ziralo wurde von Teilen der lokalen Zivilbevölkerung als Ursache für das Bündnis von FDLR und Nyatura angesehen. Ein Offizier der Nyatura nannte den Schutz ihrer Familien vor den Raïa Mutomboki als Motivation für ihre Tätigkeiten. Des Weiteren griffen laut Radio Okapi FDLR und Nyatura am 10. Juni im Dorf Matusila in der Region von Ziralo Kämpfer der sogenannten Maï-Maï Kirikicho an, töteten eine Frau und nahmen ca. 35 Geiseln.
In der Nähe von Bunyakiri, in Kalehe nahm die FARDC am 19. Juni 2012 die „Nummer 2“ der Nyatura fest. Auf die Festnahmen folgte am 23. Juni ein Angriff auf den Flughafen Bukavu-Kavumu, der von der MONUSCO abgewehrt wurde.
Bei Kämpfen mit den Raïa Mutomboki bei der Ortschaft Ngungu im Süden Masisis in der Nacht des 22. Juli 2012 kam es zu 12 Toten.
In Süd-Kivu gab es im Juli 2012 weitere Konfrontationen von FDLR, Nyatura und Raïa Mutomboki, u. a. griffen die Raïa Mutomboki am 19. Juli bei Lumbishi die FDLR und Nyatura an. Auch kam es zu Plünderungen und der Tötung von sieben Menschen in Nyaluchangi, Kalehe, durch das Bündnis am Wochenende vom 14.–15. Juli.
Im Süden Masisis kam es im August/September 2012 zu Kämpfen zwischen den Nyatura und den FDC, ebenso zwischen FDLR und FDC. In einer Pressekonferenz vom 12. September nannte die MONUSCO Raïa Mutomboki und FDC als Verbündete, welche gemeinsam gegen die Verbündeten FDLR und Nyatura in Nord-Kivu kämpften.
Für den Zeitraum von April bis September 2012 berichtete das United Nations Joint Human Rights Office (UNHJRO) von 18 willkürlichen Tötungen durch FDLR und Nyatura in Masisi, hauptsächlich an ethnischen Tembo – ein Großteil der in diesem Zeitraum registrierten 264 Tötungen wurde jedoch den Raïa Mutomboki zugeschrieben.
In der Gegend von Ziralo, genauer gesagt Bundje, in Kalehe, töteten die Nyatura laut MONUSCO im Zeitraum vom 22. bis 25. August 2012 sechs Tembo. In Kalehe und Mwenga, Süd-Kivu kam es im September zu Kämpfen zwischen Raïa Mutomboki und Nyatura, teils zusammen mit der FDLR, in deren Folge hunderte Haushalte verlassen wurden.

## Zusammenarbeit mit der und Integration in die Regierungsarmee
In einem Bericht vom 18. August 2012 berief sich Radio Okapi auf Angehörige der FARDC, dass es dieser unmöglich sei, die Situation in Masisi mit ihren 1200 dort stationierten Soldaten unter Kontrolle zu bringen.
Am 27. September bekundeten Vertreter der Nyatura, neben solchen der ebenfalls mit der FDLR kooperierenden Alliance des Patriotes pour un Congo Libre et Souverain (APCLS) und der verfeindeten FDC, ihren Willen, in die Regierungsarmee FARDC integriert zu werden.
Am 24. Oktober wurde in einem Bericht des Radio Okapi die Integration von ca. 1000 Kämpfern der Nyatura angekündigt. Die Integration werde durch den État-major général (in etwa Generalstab) der FARDC mit Unterstützung der MONUSCO überwacht. Als Anführer der Nyatura galt zu dieser Zeit „Colonel“ Habarugira Marcel, der auch den Bemühungen um die Integration vorstand.
Am 13. November 2012 wurde die Integration weiterer Einzelpersonen der Nyatura in Süd-Kivu angekündigt, die sich ergeben hatten. Von den Gruppen, deren Integration im September angekündigt worden war, kam es bis November 2012 nur zur Integration von etwa 400 Kämpfern der Nyatura. Nach Schätzung der MONUSCO bestanden die Nyatura im November 2012 aus etwa 1000–1500 Kämpfern, zu integrierende mit eingeschlossen. Die Group of Experts for the Democratic Republic of the Congo, ein UN-Gremium, beschrieb die Integration der Nyatura als im Oktober 2012 vollendet („completed“).
Gegenüber der ruandischen Zeitung The New Times äußerte der ruandische Militärsprecher Joseph Nzabamwita im Januar 2013 die Ansicht, die kongolesische Regierung lasse der FDLR gezielt Freiraum und fördere Kooperationen dieser mit den Nyatura als Strategie gegen die M23.
Der Kommandeur des kongolesischen Heeres, Generalmajor Gabriel Amisi Kumba, zweithöchster Kommandant der FARDC, wurde am 22. November 2012 suspendiert, da er den Nyatura 300 AK-47-Sturmgewehre zukommen gelassen haben soll, wie zuvor in einem Bericht besagter Group of Experts behauptet worden war. Laut demselben Bericht vom 14. November 2012 haben Kumba und andere Offiziere des Heeres während Angriffen der Raïa Mutomboki Ende August/Anfang September 2012 in Masisi Befehle erteilt, mit den Nyatura beim Vorgehen gegen die Raïa Mutomboki zusammenzuarbeiten. Im Rahmen solcher Zusammenarbeit sei es bereits zu informellen Gesprächen über eine Integration gekommen.

## Weitere Aktivitäten seit Herbst 2012

### Aktivitäten in Masisi
Die International Crisis Group nannte in einem Bericht vom 4. Oktober 2012 einen „Commander“ Delta als Anführer der Nyatura. Im Oktober 2012 meldete die MONUSCO weitere Kämpfe von den Nyatura zusammen mit der FDLR gegen die Raïa Mutomboki im Süden Masisis.
Während der Offensive der Bewegung 23. März (M23) im November 2012, welche internationale Aufmerksamkeit erhielt, fanden auch Kämpfe der Nyatura statt. Bevor die M23 am 21. November Sake (Masisi) einnahmen, hatten in der Umgebung Kämpfe zwischen M23 und Nyatura stattgefunden. Von dort aus rückte die M23 nicht viel weiter vor. Nach diplomatischem Druck zog sich die M23 am 30. November, einem Freitag, aus der Stadt zurück. Noch am nächsten Tag übernahmen die Nyatura die Kontrolle über die Stadt, welche eigentlich an Kräfte der Internationalen Konferenz der Großen Seen Afrikas hatte übergeben werden sollen. Am selben Wochenende kamen jedoch auch Kräfte der Regierungsarmee in Sake an.
Das nicht-staatliche Réseau National des ONGs des Droits de l’Homme de la République Démocratique du Congo (RENADHOC) dagegen erklärte in einem Bericht vom 4. Dezember 2012, die Nyatura hätten ebenso wie Raïa Mutomboki und Maï-Maï Cheka mit der M23 während ihrer Offensive zusammengearbeitet.
Am 3. oder 4. November (die Quellen differieren) sollen Nyatura in Shoa (Masisi) sechs oder sieben Frauen und Mädchen, zu den Hunde zählend, vergewaltigt und ermordet haben, welche auf der Suche nach Nahrung waren. Je nach Quelle ist von vier Frauen und zwei Kindern, drei erwachsenen Frauen, zwei Mädchen und einem weiblichen Baby oder sechs Frauen und einem Baby die Rede. Sie wurden verstümmelt und mit in die Genitalien eingeführten Gegenständen aufgefunden. Dem vorausgegangen waren in der Umgebung bereits in den vorherigen Tagen Brandstiftungen durch die Nyatura sowie Tötungen mehrerer Hunde. Am 11. November brannten die FDC, die zu einem großen Teil aus Hunde bestehen, Dörfer in der Region nieder und töteten einen Hutu. Am 12. November wiederum brannten bewaffnete Hutu Hunde-Dörfer nieder.
In der Nacht des 29. November griffen Angehörige der Nyatura das Dorf Kihuma an und töteten fünf ethnische Hunde. Zur Vergeltung töteten noch am selben Tag Hunde elf Hutu, von denen laut Jesuit Refugee Service vermutlich fünf der Nyatura angehörten. In den folgenden Tagen kam es zu weiteren Tötungen von Hutu.
Ende November kam es laut MONUSCO auch zu Zusammenstößen mit der APCLS, welche auch zu einem Großteil aus Hunde besteht, bei Bonde, Masisi.
Das OCHA sprach in einem Bericht vom 6. Dezember 2012 von „grave human rights violations“ (engl. für ‚schwerwiegende Menschenrechtsverletzungen‘) der Nyatura an der Hunde-Bevölkerung in Masisi.
Am 18. Dezember und am 27. Dezember soll es nach Angaben einer Amtsperson in Masisi zu Treffen zwischen Nyatura, Raïa Mutomboki, APCLS und weiteren Gruppen gekommen sein, bei denen ein Waffenstillstand und ein Bündnis ausgehandelt worden seien, welches vom APCLS-Führer Janvier Buingo Karairi geleitet werden sollte.
Am 5. Februar wurde ein Nichtangriffspakt zur Beendigung ethnischer Gewalt zwischen Hutu und Hunde in Masisi durch eine mit den Nyatura identifizierten Gruppe namens Forces pour la défense des droits humains (FDDH), die APCLS, die Raïa Mutomboki und weitere Gruppen unterzeichnet (laut Radio Okapi mit der Mouvement d’action pour le changement (MAC) und „ein Zweig von Deserteuren der FARDC“, laut Jesuit Refugee Service waren bei dem Treffen auch die FDC vertreten). Als Anführer der Nyatura wurde ein gewisser „Kapoki“ angegeben. Die Unterzeichner sollen ein Bündnis namens Alliance des patriotes contre la balkanisation du Congo (APCBCO) gebildet haben (unter dem gleichen Namen hatte bereits ein angebliches Bündnis von Milizen im Dezember 2012 die Verhandlungen der Regierung mit der M23 kritisiert) – unter dem Kommando Karairis, unterstützt von Kapoke und einem Raïa Mutomboki-Führer namens „Bwira“. Laut Angaben der MONUSCO bildete sich das Bündnis aus APCLS, Nyatura, Raïa Mutomboki, MAC und Gruppen namens „Forces de défense congolaise Nyamboko I“ bzw. „Nyamboko II“.
Die Nyatura in Masisi sollen sich am 7. Februar aus Uneinigkeit bzgl. des Eintreibens von Steuern bei der lokalen Bevölkerung in zwei Fraktionen aufgespalten haben. Am 11. Februar kam es zu einer Konfrontation der beiden im Ort Ketire, bei der die Fraktion unter einem gewissen „Kasongo“ die von einem gewissen „Noeri“ angeführte Fraktion davon abgehalten haben soll, der Bevölkerung vom Roten Kreuz erhaltene Hilfsgüter abzunehmen.

### Aktivitäten in Rutshuru Anfang 2013
Laut einem Bericht vom 5. Februar 2013 nahmen Kämpfer der Nyatura in den Tagen zuvor zwei aus Nyamilima, einem Ort im Territorium Rutshuru in Nord-Kivu, stammende Personen im ebenfalls zu Rutshuru gehörenden Kisharo vorübergehend als Geiseln und raubten diese aus. Vom 7. bis zum 17. Februar kontrollierten die von Hutu geleitete und mit den Nyatura verbündete bzw. mit ihnen identifizierte Mouvement populaire d’autodéfense (MPA) den Ort Nyamilima, bis sie von den Maï-Maï Shetani, welche sich maßgeblich aus Nande zusammensetzen, vertrieben wurden. Laut MONUSCO starben am 17. Februar bei dem Angriff der Maï-Maï Shetani auf das Lager der Nyatura 15 MPA/Nyatura-Angehörige und einer der Maï-Maï Shetani. Die 10 km entfernt stationierten Kräfte der FARDC mischten sich in das Geschehen nicht ein.
Die Spaltung der Bewegung 23. März Ende Februar 2013 machten sich mutmaßlich die Nyatura bzw. MPA neben anderen bewaffnete Gruppen zunutze, um ihren Einflussbereich im Territorium Rutshuru zu erweitern. Bedeutendste Stellungen wurden jedoch kurz darauf wieder durch die M23 kampflos besetzt.
Laut ugandischen Medienberichten vom 10. April sollen Kräfte der Nyatura kurz zuvor das ca. 20 km von der kongolesischen Grenze entfernte ugandische Dorf Kasenyi im östlich von Nyamilima gelegenen Distrikt Kanungu überfallen haben. Laut einem ugandischen Militär war dies das erste Auftreten der Nyatura in Uganda.
In der Stadt Rutshuru töteten Bewaffnete, mutmaßlich Anhänger der Nyatura, am 22. April sechs Menschen und fünf Rinder. Die Bewaffneten sollen Positionen der M23 angegriffen haben. Ein Sprecher der Gruppe Forces pour la défense des intérêts du peuple congolais schrieb die Tötungen dagegen der M23 zu und bestritt eine Anwesenheit der Nyatura innerhalb der Stadt und ihrer Umgebung.

### Ergebungen in Süd-Kivu
Angaben der Regierungsarmee zufolge haben sich zwischen dem 12. März und dem 27. März mehr als 170 Kämpfer der Nyatura in der zehnten région militaire (Süd-Kivu) ergeben. Der MONUSCO hat sich laut einer ihrer Pressekonferenzen am 16. März auch ein mit einer AK-47 bewaffnetes Kind in Minova (Territorium Kalehe) ergeben. Am 31. März ergaben sich der FARDC laut MONUSCO in Makengere (ebenfalls im Norden Kalehes gelegen) weitere 22 Kräfte der Nyatura.

## Zusammenarbeit mit Munyamariba
Von den regionalen Nichtregierungsorganisationen Agir pour des Elections Transparentes et Apaiséss (AETA) und RENADHOC wurde Nyunga Munyamariba als Führer der Nyatura bei Massakern an Hunde im November 2012 angesehen. Munyamariba war zu dieser Zeit Chef de poste d’encadrement administratif von Mianja (Masisi). Er war Anführer der Maï-Maï Mongol (Mongoles). Er und diese Gruppe waren schon mehrfach für Gewalt gegenüber Hunde verantwortlich gemacht worden. Munyamariba wurde vom Jesuit Refugee Service auch im Kontext des Abkommens vom 5. Februar 2013 als Polizeichef von Lushebere genannt.

## Zusammenarbeit mit den Konjonjo
Am 2. Oktober 2012 berichtete Radio Okapi von einer Straßensperre bei Lushebere im Territorium Masisi an einer Verbindungsstrecke von der Provinzhauptstadt Goma zur Territoriumshauptstadt Masisi (route provinciale 529), mit der die Nyuatura in Zusammenarbeit mit den Konjonjo, einer anderen bewaffneten Gruppierung, Hunde den Durchgang verwehrten. Die Verwaltung von Masisi bestätige den Vorfall. Die Gruppen warfen Anhängern der Ethnie der Hunde vor, Hutu-Flüchtlinge angegriffen zu haben.